# Claudia Fliri
Claudia Fliri es una deportista austríaca que compitió en snowboard. Consiguió una medalla de plata en los X Games de Invierno.

## Medallero internacional
| \| X Games de Invierno \| X Games de Invierno \| X Games de Invierno \| X Games de Invierno \| \| Año \| Lugar \| Medalla \| Prueba \| \| ------------------- \| ---------------------- \| ------------------- \| ------------------- \| \| 2008 \| Aspen (Estados Unidos) \| Medalla de plata \| Slopestyle \| |                        |                  |            |
| X Games de Invierno |                        |                  |            |
| Año | Lugar                  | Medalla          | Prueba     |
| 2008 | Aspen (Estados Unidos) | Medalla de plata | Slopestyle |